# Шарлотта Саксен-Гильдбурггаузенская
Шарлотта Саксен-Гильдбурггаузенская (нем. Katharina Charlotte Georgine Friederike Sophie Therese von Sachsen-Hildburghausen; 17 июня 1787, Хильдбургхаузен — 12 декабря 1847, Бамберг) — принцесса Саксен-Гильдбурггаузенская, в замужестве — принцесса Вюртембергская.

## Биография
Шарлотта была старшей дочерью герцога Фридриха Саксен-Гильдбурггаузенского (1763—1834), получившего в 1826 году титул герцога Саксен-Альтенбургского, и принцессы Шарлотты Мекленбург-Стрелицкой (1769—1818). Одной из её крёстных была императрица Екатерина II. Поэт Фридрих Рюккерт посвятил ей и её сестрам Терезе и Луизе стихотворение «Mit drei Moosrosen».

## Брак и дети
28 сентября 1805 года Шарлотта вышла замуж за принца Павла Вюртембергского. Брак Шарлотты и Павла не был счастливым. Принц любил удовольствия и имел много фавориток.
Тем не менее, в браке родилось пять детей:
- Фредерика Шарлотта Мария (1807—1873) — супруга великого князя Михаила Павловича
- Фридрих Карл Август (1808—1870), женился на принцессе Екатерине Вюртембергской (своей кузине). Родители Вильгельма II.
- Павел Фридрих (1809—1810), умер во младенчестве
- Паулина Фридерика Мария (1810—1856) — супруга Вильгельма, герцога Нассау
- Август Фридрих Эбергард (1813—1885)

Павел, поссорившись с братом, вскоре покинул Вюртемберг и отправился в Париж, оставив Шарлотту, но разрешение на развод от короля Вильгельма I супруги не получили. Принцесса вернулась в Хильдбургхаузен. Шарлотта умерла 12 декабря 1847 года.
Шарлотта приходилась бабкой Софии Нассауской, будущей королеве Швеции.